# Ángel Haro García
Ángel Haro García (Villaverde del Río, Sevilla, 1974) és un enginyer i empresari andalús.
És Master of Science per la Swansea University i president del holding empresarial Wingenia, empresa que a través de les seves participades (Tentusol, Prodiel, Energia Plus, ITVP ...) realitza activitats en l'àmbit de les energies renovables, instal·lacions elèctriques, comercialització d'energia, inspecció tècnica de vehicles i àrees afins. Actualment ocupa el càrrec de president i tercer accionista del Real Betis Balompié.
Després de la dimissió de l'anterior president Juan Carlos Ollero, el consell d'administració del Real Betis Balompié va nomenar a Ángel Haro com a nou president del club verd-i- blanc, d'aquesta manera el president número 47 del club.